# Nicolae Răcean
Nicolae F. Răcean (Sărmaș, 29 de noviembre de 1963) es un ex–jugador rumano de rugby que se desempeñaba como centro.

## Selección nacional
Fue convocado a los Stejarii por primera vez en septiembre de 1988 para enfrentar al Ejército rojo y disputó su último partido en junio de 1995 ante los Wallabies, en el mismo también se retiró Adrian Lungu. En total jugó 39 partidos y marcó un total de 32 puntos (un try valía 4 puntos hasta 1992).

### Participaciones en Copas del Mundo
Disputó las Copas del Mundo de Nueva Zelanda 1987; con Răcean como titular en todos los partidos, Rumania solo venció a Zimbabue e Inglaterra 1991 en la que los Stejarii derrotaron a los Flying Fijians con una conversión de Răcean, quien jugó todos los partidos y se retiró de su seleccionado en este torneo.
| Mundial                       | Sede       | Resultado    | PJ | Tries |
| ----------------------------- | ---------- | ------------ | -- | ----- |
| Copa Mundial de Rugby de 1991 | Inglaterra | Primera fase | 3  | 0     |
| Copa Mundial de Rugby de 1995 | Sudáfrica  | Primera fase | 3  | 0     |